# Newark Museum
Le Newark Museum, situé dans le comté d'Essex au New Jersey, est un musée américain. Ses collections comprennent des œuvres d'art américain, d'art décoratif, d'art contemporain, ainsi que des œuvres d'Asie, d'Afrique et des Amériques.

## Histoire
Le musée est établi en 1909 par le bibliothécaire en chef de Newark, John Cotton Dana. Le fonds principal du musée provient du don d'un pharmacien de la ville ; sa collection comprend surtout des œuvres d'art japonais : imprimés, soies et porcelaines. La collection comprend environ 3 000 objets. Le musée occupe alors le quatrième étage du bâtiment de la bibliothèque publique de Newark. Il sera déménagé pendant les années 1920 dans un bâtiment expressément construit à la suite du don de l'homme d'affaires et philanthrope Louis Bamberger. Le bâtiment est conçu par l'architecte Jarvis Hunt, qui a aussi conçu le magasin principal de la chaîne de Bamberger,.

## Collections
Le Newark Museum comprend l'une des plus grandes collections d'art tibétain de l'Occident, collection donnée par un missionnaire.